# RFL Championship 1946-47
El Championship de 1946-47 fue la 52.º edición del torneo de rugby league más importante de Inglaterra.

## Formato
Los equipos se enfrentaron en formato de todos contra todos, los primeros cuatro equipos clasificaron a postemporada.
Se otorgaron 2 puntos por cada victoria, 1 por el empate y 0 por la derrota.

## Desarrollo

### Tabla de posiciones
| Pos. | Equipo               | Encuentros | Encuentros | Encuentros | Encuentros | Puntos |
| Pos. | Equipo               | PJ         | PG         | PE         | PP         | Puntos |
| ---- | -------------------- | ---------- | ---------- | ---------- | ---------- | ------ |
| 1    | Wigan Warriors       | 36         | 29         | 1          | 6          | 59     |
| 2    | Dewsbury Rams        | 36         | 27         | 1          | 8          | 55     |
| 3    | Widnes Vikings       | 36         | 26         | 2          | 8          | 54     |
| 4    | Leeds Rhinos         | 36         | 25         | 2          | 9          | 52     |
| 5    | Warrington Wolves    | 36         | 26         | 0          | 10         | 52     |
| 6    | Bradford Northern    | 36         | 24         | 3          | 9          | 51     |
| 7    | Huddersfield Giants  | 36         | 24         | 2          | 10         | 50     |
| 8    | Oldham RLFC          | 36         | 22         | 2          | 12         | 46     |
| 9    | Leigh Centurions     | 36         | 21         | 0          | 15         | 42     |
| 10   | Wakefield Trinity    | 36         | 20         | 2          | 14         | 42     |
| 11   | Workington Town      | 36         | 19         | 2          | 15         | 40     |
| 12   | Barrow Raiders       | 36         | 18         | 4          | 14         | 40     |
| 13   | Castleford Tigers    | 36         | 19         | 1          | 16         | 39     |
| 14   | Hunslet FC           | 36         | 17         | 2          | 17         | 36     |
| 15   | Hull FC              | 36         | 17         | 0          | 19         | 34     |
| 16   | Hull Kingston Rovers | 36         | 15         | 3          | 18         | 33     |
| 17   | Batley Bulldogs      | 36         | 15         | 1          | 20         | 31     |
| 18   | Broughton Rangers]   | 36         | 14         | 3          | 19         | 31     |
| 19   | St Helens RFC        | 36         | 14         | 1          | 21         | 29     |
| 20   | Halifax RLFC         | 36         | 13         | 2          | 21         | 28     |
| 21   | York FC              | 36         | 12         | 2          | 22         | 26     |
| 22   | Salford Red Devils   | 36         | 11         | 2          | 23         | 24     |
| 23   | Liverpool Stanley    | 36         | 11         | 1          | 24         | 23     |
| 24   | Swinton Lions        | 36         | 11         | 1          | 24         | 23     |
| 25   | Keighley Cougars     | 36         | 10         | 1          | 25         | 21     |
| 26   | Featherstone Rovers  | 36         | 9          | 1          | 26         | 19     |
| 27   | Rochdale Hornets     | 36         | 9          | 0          | 27         | 18     |
| 28   | Bramley RLFC         | 36         | 5          | 0          | 31         | 10     |

|  | Clasificados a postemporada. |

### Postemporada

#### Semifinal
| 7 de junio de 1947 | Dewsbury Rams | 5 - 2 | Widnes Vikings |  |  |

| 7 de junio de 1947 | Wigan Warriors | 21 - 11 | Leeds Rhinos |  |  |

#### Final
| 21 de junio de 1947 | Wigan Warriors | 13 - 4 | Dewsbury Rams | Leeds Road, Huddersfield |  |

| Bandera de Inglaterra  |
| Campeón Wigan Warriors |
| Sexto título           |